# Czaplinek (Łódź)
Pour les articles homonymes, voir Czaplinek (homonymie).
Czaplinek est une localité polonaise de la gmina et du powiat de Zgierz en voïvodie de Łódź.